# 黑衣修士站
黑衣修士站（英語：Blackfriars station）是英國國家鐵路及倫敦地鐵環線、區域線的一個鐵路轉乘站，位於倫敦市中心黑衣修士，屬於倫敦軌道運輸第1收費區。
黑衣修士國鐵站，又稱倫敦黑衣修士站（London Blackfriars），開通於1886年5月10日，當時名為聖保羅站，1937年改為現名。目前泰晤士連線公司管理本站，並提供本站大部分通勤、城際列車服務。在繁忙時間，少數東南列車也會以本站為總站。
黑衣修士地鐵站於1870年5月30日啟用。當日大都會區域鐵路由西敏延伸至黑衣修士，並以黑衣修士為新的東端總站。 1871年7月3日，大都會區域鐵路由本站東延至市長官邸站。 1884年10月6日，環線服務開通。2009-12年間，地鐵站曾被關閉重建。

## 地理位置及接駁交通
黑衣修士國鐵站是倫敦惟一將月台架設在河上的鐵路站，車站位於橫跨泰晤士河的黑衣修士鐵路橋上，因此車站北半部位於倫敦市、南半部位於南華克區。國鐵站的北岸出入口位於維多利亞女王街南側，鄰近黑衣修士千禧碼頭。2011年啟用的南岸出入口則位於黑衣修士路旁。倫敦巴士4、40、63號及通宵路線N63、N89號均服務本站。倫敦水上交通則於黑衣修士千禧碼頭和位於南岸出入口附近的班克賽德碼頭提供三條航線服務：
|  | 航線編號 | 航線                                                    | 參考資料 |
|  | -------- | ------------------------------------------------------- | -------- |
|  | RB1      | 巴特錫發電站碼頭/西敏碼頭 ↔ 北格林尼治碼頭/巴金河畔碼頭 | [ 15 ]   |
|  | RB2      | 巴特錫發電站碼頭 ↔ 北格林尼治碼頭/格林尼治碼頭          | [ 16 ]   |
|  | RB6      | 匹尼碼頭 ↔ 金絲雀碼頭                                   | [ 17 ]   |

註：RB2航線並不途經黑衣修士千禧碼頭。黑衣修士千禧碼頭、RB6航線於週末均不設服務。
三條航線均以雙體船行走，並於繁忙時間提供更頻密的班次。

## 國鐵站歷史

### 倫敦、查塔姆及多佛鐵路站

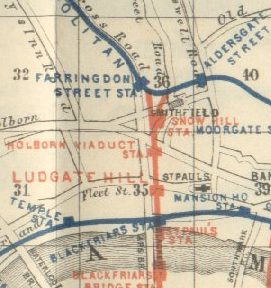
此幅1889年的鐵路圖顯示了霍本高架橋、盧德門丘、聖保羅和黑衣修士橋站由北至南沿著倫敦、查塔姆及多佛鐵路（圖中紅線）排列

1864年6月1日，倫敦、查塔姆及多佛鐵路公司於泰晤士河南岸、接近今日黑衣修士國鐵站南岸出入口的位置開設了黑衣修士橋站。該站分為兩層，地面一層為貨運站，客運設施則位於橋上。由於倫敦市法團需要時間去決定連接黑衣修士橋站至泰晤士河北岸的鐵路橋外觀，因此鐵路橋延遲至同年12月21日才投入服務 。初期泰晤士河北岸只設有臨時總站，1865年6月1日，盧德門丘站取代臨時站，成為鐵路總站。1874年3月2日，位於盧德門丘站北面的霍本高架橋站啟用，當時倫敦、查塔姆及多佛鐵路列車會駛經雪丘隧道和連接大都會鐵路的連絡線到法靈頓站附近，並沿大都會鐵路前往國王十字車站和聖潘克拉斯車站。
1886年5月10日，倫敦、查塔姆及多佛鐵路公司開通了聖保羅鐵路橋。此橋全長53米、高56米，位於1864年落成的黑衣修士鐵路橋旁邊，橋面有七條路軌，橋身設5孔。此外，鐵路公司亦於同日啟用座落於鐵路橋北端的聖保羅站。由於倫敦、查塔姆及多佛鐵路公司當時正面對財政困難，聖保羅站落成時只有一座細小平實、以粉紅磚石建造的站房 。由於聖保羅站前方就是大都會區域鐵路黑衣修士站（即現黑衣修士地鐵站）的地面出入口，因此並沒有空間增設車輛接送處和站前廣場。雖然如此，聖保羅站能方便乘客轉乘地下鐵路。1886年11月13日，兩站間的直接連繫通道落成啟用。
聖保羅站啟用後，位於南岸的黑衣修士橋站隨即結束客運業務（黑衣修士橋貨運站則繼續運作）。大多數城際列車，包括停靠霍本高架橋站的列車，均會停靠聖保羅站。當時的通勤乘客認為盧德門丘站位置較為便利，因此繼續使用該站。然而盧德門丘站的容量並不足夠。
穿越雪丘隧道的客運列車服務於1916年4月3日起停止，霍本高架橋站因此成為所有客運列車的總站。此時，盧德門丘站由於過於接近霍本高架橋和聖保羅站，客流量逐漸減少，並最終於1929年3月3日關閉。

### 南部鐵路站

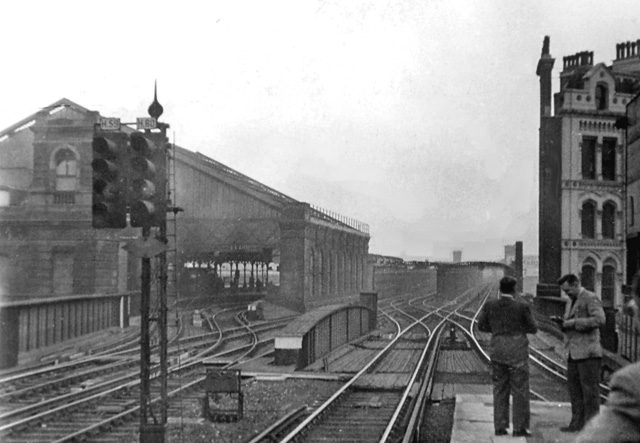
在前盧德門丘站一個月台上望向黑衣修士站

1921年鐵道法促使四大英國鐵路公司於1923年成立，其中於東南英格蘭經營的鐵路公司（包括倫敦、查塔姆及多佛鐵路公司）合併成南部鐵路公司。聖保羅站亦自此改屬南部鐵路公司。為了將聖保羅站與旁邊的黑衣修士地鐵站同名化，南部鐵路公司於1937年2月1日把聖保羅站改名為黑衣修士站。倫敦運輸委員會則於同一日將倫敦地鐵中央線的郵局站改名為聖保羅站。聖保羅鐵路橋亦同時被改名為黑衣修士鐵路橋，自此它與1864年興建的鐵路橋有著相同的名字。二戰期間，本站因為轟炸而嚴重受損。於1941年4月16日晚到翌日早上，位於鐵路橋南側的信號器被摧毀，南華克街上方的一處橋樑亦被炸毀。該處信號系統於戰後的1946年8月11日才被完全修復。

### 國有化及後續發展

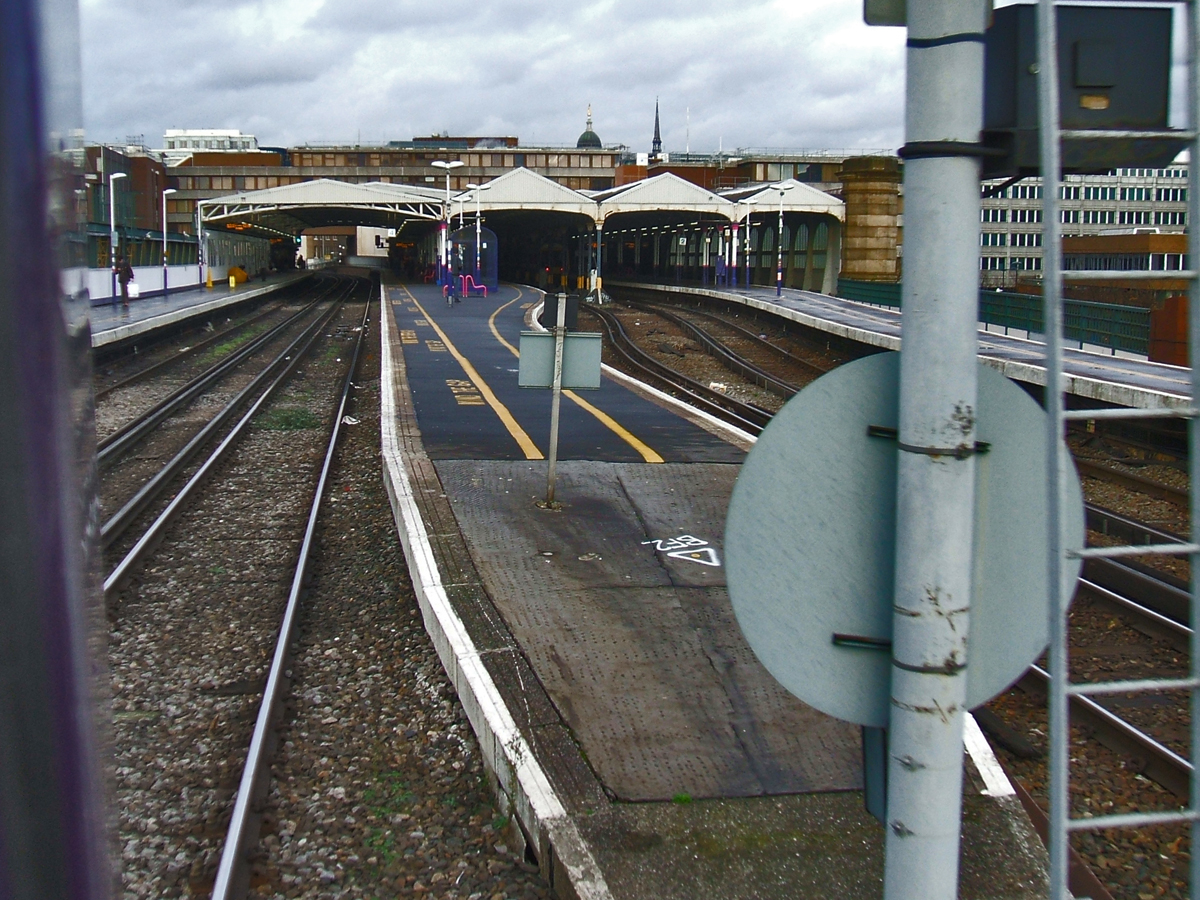
從一架正駛離本站的列車向北望至、1977–2009年的黑衣修士國鐵站

1948年，英國鐵路公司成立後，本站歸南部分區管理。1864年興建的黑衣修士鐵路橋的結構日益惡化。1961年，為了減輕鐵路橋的負擔，橋上的兩條軌道被撇去。1960年代，本站由於缺乏資金重建，本站的建築和設計仍與落成時相差無幾。這時，只剩下少量通勤列車服務本站 。1964年，黑衣修士橋貨運站結束營運，並隨之被清拆 。1971年6月27日，黑衣修士鐵路橋（1864年）關閉。其橋面於1985年被移除，剩下四對橙紅色的橋墩矗立於河中。
黑衣修士國鐵站於1971年開始與地鐵站一起重建。重建工程包括重新設計國鐵站，為其上蓋增設達 150,000 平方英尺（14,000 平方米）的辦公室大樓。由於原國鐵站建築是坐落在一個冷藏庫的頂部，而該冷藏庫又長期凍結它下面的地面，導致下方的區域線隧道必須被拆除，並用新的支撐結構替換，以容納重新設計的車站大樓。1886 年落成的倫敦、查塔姆及多佛鐵路車站建築的部分石雕立面亦於重建工程中被安放在國鐵站的月台層，立面上刻有許多英格蘭東南部和歐洲目的地的地名。

### 現代化工程

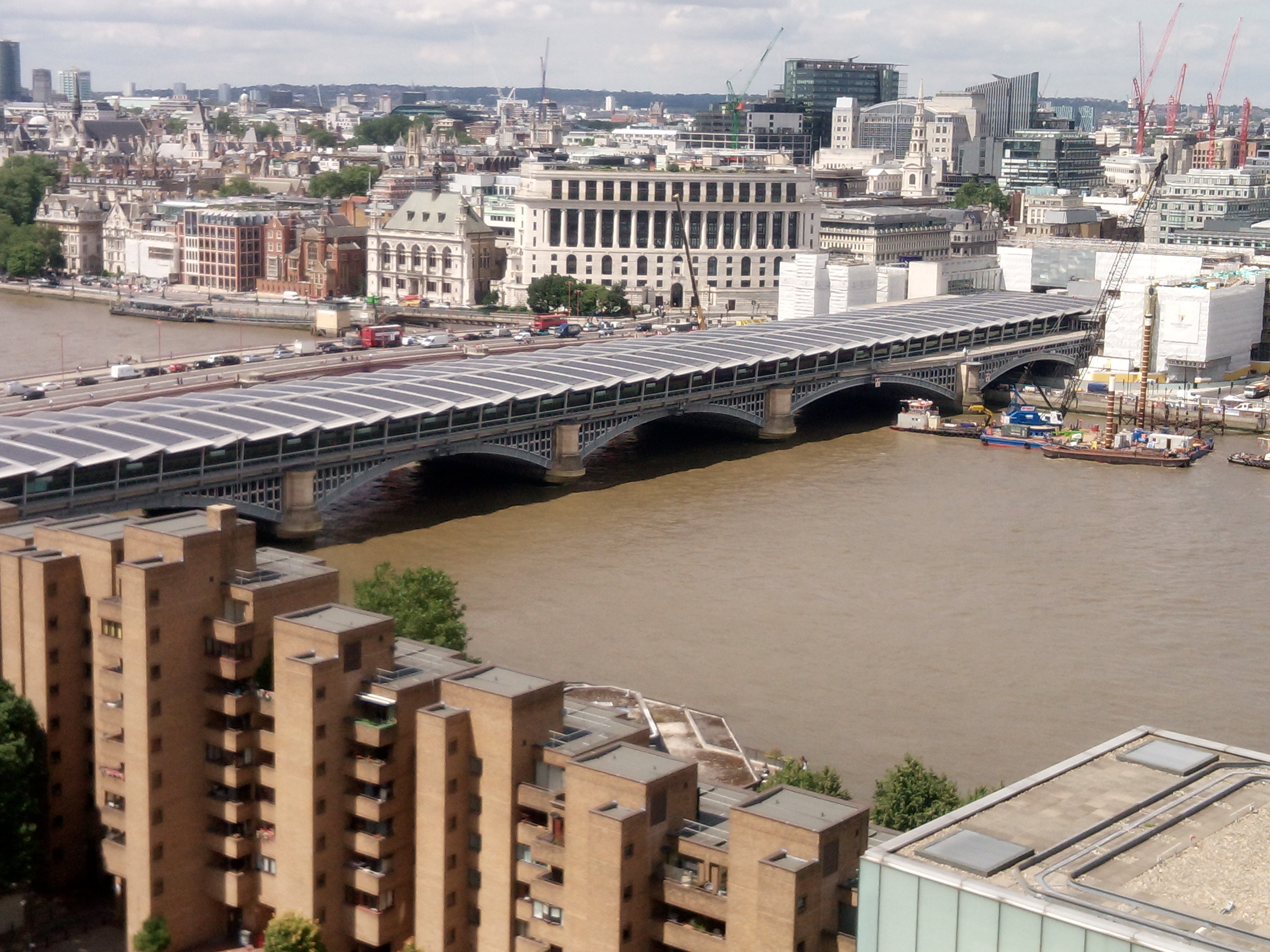
2012年重建完成後，本站的頂部設有太陽能電池板以產生電力

2009-12年，本站於一項造價達5億的再發展計劃中被大規模改造及翻新，以現代化車站和提升容量。2009年3月20日，本站的終端式月台關閉，以容許工程展開。作為泰晤士連線計劃的一部分，本站上蓋的辦公室大樓亦被拆除。落成後的新車站高度與舊辦公室大樓一致，並設有與地鐵站共用的票務大堂和
通風管道。此外車站的中層大堂與地鐵站的地下樓層之間亦設置了扶手電梯及升降機。地鐵站亦同時進行了大規模的改進工程。
改造工程亦利用了位於兩座黑衣修士鐵路橋之間、曾同時支撐著兩座鐵路橋的一排廢棄橋墩。這排橋墩被加固，接駁到現有的橋上，並以石料覆蓋。另外，工程亦把本站的終端式月台設置於車站西側，使以本站為總站的列車離開/進入車站時的運行軌道不用與通過列車交叉同時，本站的非終端式月台改為設置於車站東側，並沿著黑衣修士鐵路橋（1886年，即前聖保羅鐵路橋）向南岸延伸，使月台由昔日只能容納八卡列車，延長至能夠容納十二卡列車。這使穿越倫敦的泰晤士連線路線得以使用更長的列車行走。2011年初，泰晤士連線公司列車開始使用新落成的月台。
此外，改造工程亦包括在泰晤士河南岸的班克賽德、原黑衣修士橋站的位置新增出入口，並附設一座票務大堂。此出入口和票務大堂於2011年12月5日開放。

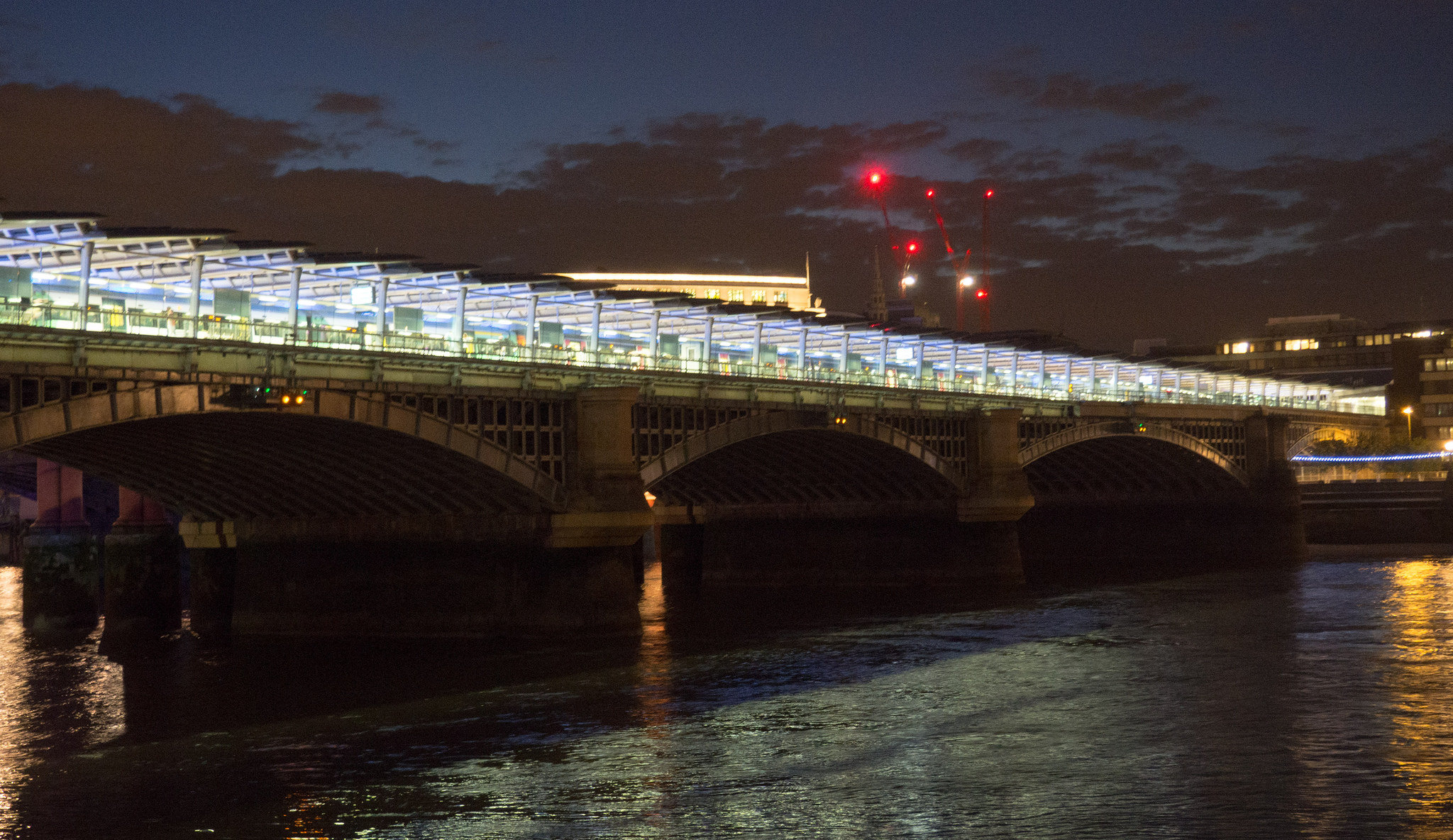
2015年，從泰晤士河望向翻新後的車站

2014年1月，黑衣修士鐵路橋成為世界上最大的太陽能發電橋，覆蓋橋頂的4,400塊太陽能光伏板能夠為國鐵站提供一半所需的電力 2017年，黑衣修士國鐵站獲得英國國家鐵路獎中的年度主要車站大獎。
由於接駁滑鐵盧車站和銀行站的深層地鐵線滑鐵盧及城市線就在黑衣修士國鐵站下方附近地底穿過，曾有聲音建議該線增設黑衣修士站，以方便乘客轉乘。然而，倫敦交通局認為此舉並沒有重大的交通效益。

## 國鐵站事故
1938年5月19日，一列東南及查塔姆鐵路B1型列車於本站出軌，引致數小時的列車延誤。
2014年1月2日，一列從聖奧爾本斯城開往七橡樹的第一首都連線列車駛經本站時，其集電弓因技術故障而與車站頂相撞。事故沒有造成人命傷亡，只造成約45分鐘的列車延誤。

## 國鐵站服務

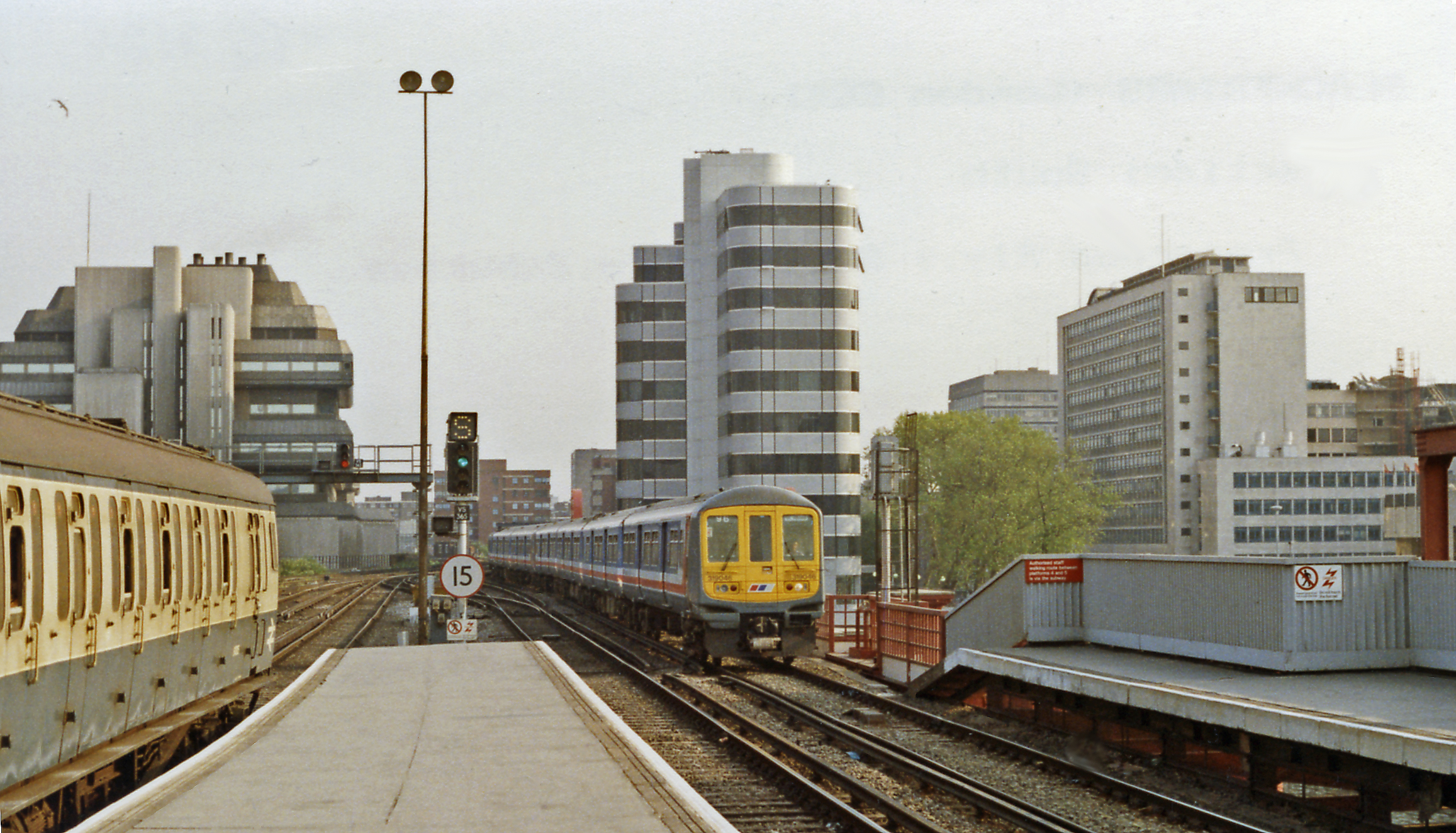
從1989年的黑衣修士國鐵站望向南方，圖中左方的英國鐵路415 EPB型電聯車為停靠在車站東側的舊終端式月台，右方則是東南網絡、行走泰晤士連線的英國鐵路319型電聯車

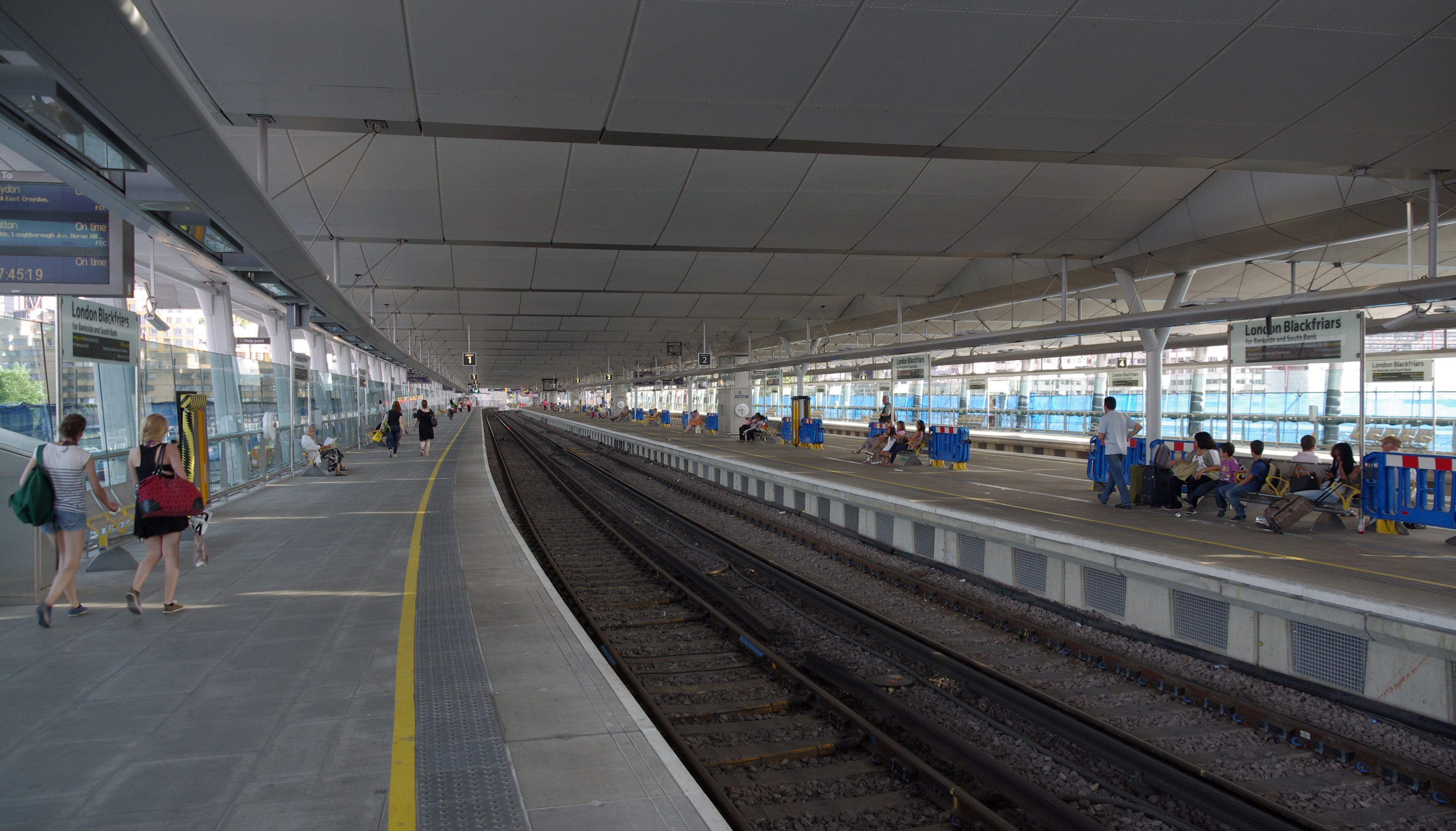
南行月台

本站主要提供使用泰晤士連線的泰晤士連線及東南列車服務。北行列車的主要目的地包括貝德福德、聖奧爾本斯城和盧頓站，南行列車的主要目的地包括布萊頓、瑟頓和七橡樹站。所有南行列車均會途經倫敦橋站或象堡站，北行列車則會全數停靠城市泰晤士連線站、法靈頓站和聖潘克拉斯車站。2009年5月前，部分北行列車會以本站為終點站，並使用本站東側的三座終端式月台。改造工程期間，則沒有列車以本站為總站。2012年5月，車站西側的兩座新終端式月台落成後，列車開始於繁忙時間及週末在該兩座月台提供服務 。
於平日非繁忙時間，服務本站的泰晤士連線列車班次每小時為：
- 4班 往布萊頓，經蓋特威克機場
- 2班 往霍舍姆，經雷德希爾和蓋特威克機場
- 2班 往蓋特威克機場，經雷德希爾
- 2班 往雷恩漢姆（Rainham，肯特郡），經格林尼治、伍利奇兵工廠、達特福德和格雷夫森德
- 2班 往七橡樹，經卡特福德和斯旺利
- 4班 往瑟頓，其中2班經海科橋、2班經溫布頓
- 4班 往聖奧爾本斯城
- 2班 往盧頓（各站停車，肯蒂什鎮、克里克伍德及亨頓站除外）
- 4班 往貝德福德（半快速列車）
- 2班 往劍橋，經斯蒂夫尼奇
- 2班 往彼得伯勒，經斯蒂夫尼奇

於平日繁忙時間，亦有少量東南列車由本站始發，向南前往梅德斯通東和阿什福德國際車站。
雖然絕大部分列車都並非以本站為總站，但黑衣修士國鐵站屬於倫敦車站群，並於票務系統上被視為倫敦鐵路總站。

## 地鐵站歷史

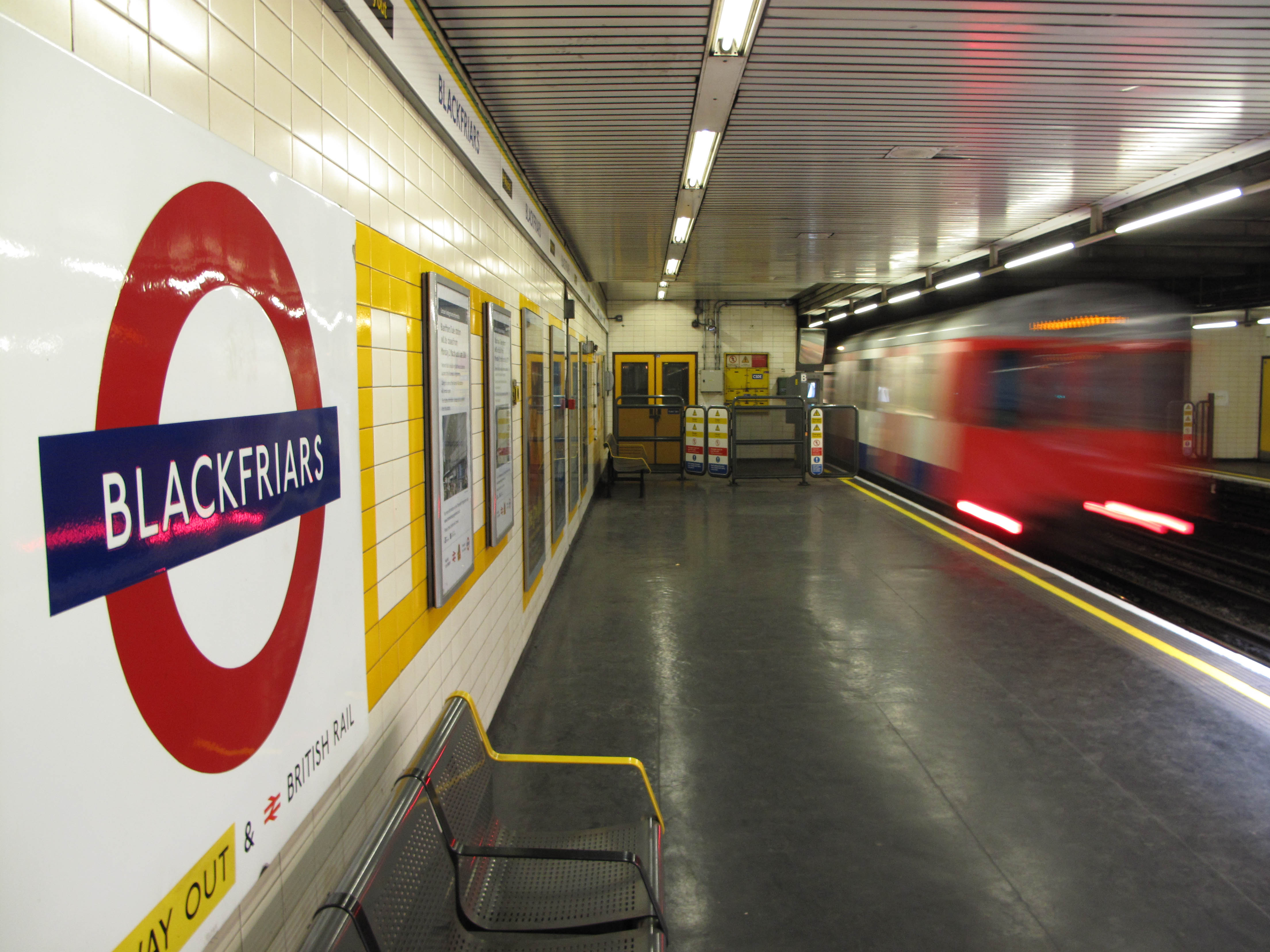
2009年翻新前的黑衣修士地鐵站

19世紀後期，政府規劃興建維多利亞堤岸馬路。該段馬路位於泰晤士河北岸，西起西敏市威斯敏斯特宮、東到倫敦市黑衣修士橋，與區域鐵路公司規劃興建的西敏橋站（現稱西敏站）至黑衣修士站一段鐵路走線相同，因此鐵路與馬路一同興建。當時工程使用明挖回填方式建造淺層隧道，地面修復後再鋪設馬路。 
黑衣修士地鐵站於1870年5月30日隨著上述鐵路段通車而啟用。若把1886年啟用的聖保羅站視為初代黑衣修士國鐵站，地鐵站的歷史較國鐵站悠久。同日起，黑衣修士成為區域鐵路的新東端總站。 開通初期，由於區域鐵路公司並未擁有自己的列車，本站所有列車服務均由大都會鐵路提供。
1871年7月3日，區域鐵路由本站東延一站至市長官邸站。 同日起，區域鐵路公司開始營運自己擁有的列車。 由於沼澤門街站（現沼澤門站）以東至市長官邸站一段鐵路尚未落成，內環線（實質未成環）列車服務為沼澤門街站至市長官邸站，途經西倫敦的南肯辛頓和埃奇韋爾路，每十分鐘一班車。此外，當時本站亦有來往西布朗普頓站和市長官邸站的區域鐵路服務，同樣每十分鐘一班車。
1876年12月本站的列車服務每小時為：
- 6班 內環線列車 來往市長官邸站和阿爾德門站，途經南肯辛頓站和埃奇韋爾路站
- 4班 區域鐵路列車 來往市長官邸站和漢默史密斯站
- 2班 中環線列車 來往市長官邸站和阿爾德門站，途經艾迪生路站（即現肯辛頓（奧林匹亞）站）
- 2班 外環線列車 來往市長官邸站和寬街，途經威爾斯登交匯站

其中中環線列車由大西部鐵路公司營運，外環線列車由倫敦及西北鐵路公司營運。
由於大都會鐵路公司與區域鐵路公司就興建沼澤門街站（現沼澤門站）以東至市長官邸站一段鐵路的融資問題遲遲未能解決，倫敦市的投資者於1874年成立「完成大都會內環鐵路公司」。此公司獲區域鐵路公司支持，並於同年8月7日取得國會批准興建該段鐵路，卻未能籌得足夠資金建設鐵路。1877年，由於大都會鐵路公司希望透過鐵路延伸連接東倫敦線，以連接東南鐵路公司的鐵路網絡，因此與區域鐵路公司展開會談。1879年，兩間公司獲國會批准興建市長官邸站至白教堂站一段鐵路，以及連接市長官邸站和阿爾德門站的支線，使內環線成環。興建法案於同年8月11日獲御准，成為1879年大都會及區域鐵路（城市線路及延伸）法。此法亦規定工程建成後，兩間公司能營運列車至另一間公司擁有的環線路段。 1884年10月6日，內環線隨著市長官邸站和阿爾德門站一段鐵路通車而得以閉合成環，因此本站亦於同日起提供內環線順、逆時針的列車服務（與2009年12月13日前環線路線相同）。內環線成環後，列車班次為每小時8班，行走一圈需時81-84分鐘。但運作後發現難以維持班次後就於1885年改為每小時6班，行走一圈需時70分鐘。
此外，區域鐵路公司於同日起開始為本站提供每小時四班來往新十字站的列車，列車西行總站輪流為漢默史密斯或帕特尼。然而由於客量較少，一個月後列車服務削減為每小時兩班，西行總站亦改為伊靈大道站。區域鐵路亦於本站提供每小時四班往白教堂、兩班往帕特尼、一班往漢默史密斯以及一班往里奇蒙的列車服務。中、外環線列車亦繼續服務本站，並以市長官邸站為總站，各每小時2班列車。
1900年7月1日，大西部鐵路公司終止市長官邸站至伯爵宮站一段中環線列車服務，本站因此再沒有中環線列車服務。1905年7月1日，電氣化列車開始於伊靈大道和白教堂間行走。同日起，大都會鐵路公司與區域鐵路公司亦改以電氣化列車行駛內環線，行走一圈所需時間因此由70分鐘減至50分鐘。自此本站有電氣化列車服務。同年12月起，外環線市長官邸站至伯爵宮站（包括本站）一段亦改以電氣化列車服務。然而倫敦及西北鐵路公司於1908年12月31日終止了此段外環線列車服務。
1910年6月至1939年9月，本站提供來往伊靈大道站和濱海紹森德的直通列車服務。1933年7月1日，區域鐵路公司及其資產的擁有權被轉移至英國政府成立的倫敦客運委員會。本站因此改由倫敦客運委員會擁有及管理。
2009年3月2日起，地鐵站曾被關閉，以展開大型重建及翻新工程。2012年2月20日，翻新後的地鐵站重開。翻新後地鐵站容量得到提升、票務大堂得到擴闊，並增設無障礙通道。

### 引用
1. ↑   (Microsoft Excel). Transport for London. 2011-05  [2011-08-07].
2. ↑   (PDF). Transport for London. （原始内容存档 (PDF)于2015-06-03）.
3. ↑   (PDF). National Rail Enquiries. National Rail. 2006-09-26. （原始内容 (pdf)存档于2010-01-01）.
4. 1 2 3 4  . London Underground performance update. Transport for London. 2003–2010  [2011-05-08].
5. 1 2 3 4 5 6 7 8 9 10  . Rail statistics. Office of Rail Regulation. 注意：各年度之間的統計方法可能不盡相同。
6. ↑  . National Rail Enquiries.   [29 May 2013]. （原始内容存档于2017-01-15）.
7. ↑  . Thameslink Programme.   [10 February 2018]. （原始内容存档于2018-02-11）.
8. 1 2 3 4  Jackson 1984，第198頁.
9. 1 2  Demuth 2004，第6頁.
10. 1 2  Day & Reed 2010，第28頁.
11. 1 2  . BBC News. 20 February 2012  [2016-02-28]. （原始内容存档于2012-02-23）.
12. 1 2 3  . First Capital Connect. 5 December 2011. （原始内容存档于27 February 2012）.
13. ↑  . Transport for London.   [11 February 2018]. （原始内容存档于2022-10-14）.
14. ↑   (PDF). Transport for London.   [12 February 2018]. （原始内容存档 (PDF)于2017-06-21）.
15. ↑  Matters, Transport for London. . tfl.gov.uk.   [1 May 2022]. （原始内容存档于2021-11-22）.
16. ↑  Matters, Transport for London. . tfl.gov.uk.   [16 September 2020]. （原始内容存档于2021-08-17）.
17. ↑  Matters, Transport for London. . tfl.gov.uk.   [16 September 2020]. （原始内容存档于2021-11-22）.
18. ↑  Jackson 1984，第191頁.
19. 1 2  Minnis 2011，第53頁.
20. 1 2  Jackson 1984，第192頁.
21. ↑  Jackson 1984，第191–192,197頁.
22. 1 2  Jackson 1984，第197頁.
23. ↑  Jackson 1984，第197,205頁.
24. ↑  Jackson 1984，第201–202頁.
25. 1 2  McCarthy & McCarthy 2009，第69頁.
26. ↑  Jackson 1984，第203頁.
27. ↑  Jackson 1984，第206頁.
28. 1 2 3  Christopher 2015，第129頁.
29. ↑  Jackson 1984，第205頁.
30. ↑  Jackson 1984，第360頁.
31. ↑  Jackson 1984，第359頁.
32. 1 2  . London Evening Standard. 13 June 2012  [11 February 2018]. （原始内容存档于2019-11-02）.
33. 1 2  . Rail Magazine. 22 September 2017  [11 February 2018]. （原始内容存档于2022-10-11）.
34. ↑  Woodman, Peter. . The Independent. 20 February 2012  [11 February 2018]. （原始内容存档于2022-10-12）.
35. ↑  . Londonist. December 2011  [11 February 2018]. （原始内容存档于2022-10-14）.
36. ↑  . The Guardian. 22 January 2014  [11 February 2018]. （原始内容存档于2017-02-02）.
37. ↑  . Department for Transport. 18 October 2006  [26 August 2007]. （原始内容存档于August 2008）.
38. ↑  Earnshaw, Alan. . Penryn: Atlantic Books. 1989: 27. ISBN 0-906899-35-4.
39. ↑  . BBC News. 2 January 2014  [2022-10-11]. （原始内容存档于2018-11-29）.
40. ↑   (PDF). RSSB.   [10 August 2017]. （原始内容 (PDF)存档于4 March 2017）.
41. ↑  . First Capital Connect.   [25 May 2012]. （原始内容存档于8 June 2012）.
42. ↑  . 泰晤士連線公司.   [2022-05-31]. （原始内容存档于2022-11-30）.
43. ↑  . National Rail Enquiries.   [9 February 2018]. （原始内容存档于2021-03-20）.
44. ↑  Day & Reed 2010，第24頁.
45. ↑  Day & Reed 2010，第25-26頁.
46. ↑  Lee 1956，第7頁.
47. 1 2  Jackson 1986，第56頁.
48. ↑  Horne 2006，第16頁.
49. ↑  Horne 2006，第24頁.
50. ↑  . 倫敦憲報. 11 August 1874.
51. ↑  . 倫敦憲報. 12 August 1879.
52. ↑  Jackson 1986，第110-112頁.
53. 1 2 3  Horne 2006，第26頁.
54. 1 2  Lee 1956，第29頁.
55. ↑  Simpson 2003，第152頁.
56. ↑  Bruce 1983，第40頁.
57. ↑  Horne 2006，第44頁.
58. ↑  Horne 2006，第49頁.
59. ↑  Wolmar 2004，第266頁.

### 書籍
- Bruce, J Graeme. . Capital Transport. 1983. ISBN 0-904711-45-5.
- Christopher, John. . Amberley Publishing Limited. 2015. ISBN 978-1-4456-5111-8.
- Day, John R; Reed, John.  11th. Capital Transport. 2010 [1963]. ISBN 978-1-85414-341-9.
- Demuth, Tim. . Capital Transport. 2004. ISBN 1-85414-277-1.
- Horne, Mike. . Capital Transport. 2006. ISBN 1-85414-292-5.
- Jackson, Alan.  New Revised. London: David & Charles. 1984 [1969]. ISBN 0-330-02747-6.
- Lee, Charles E. . The Oakwood Press. 1956. ASIN B0000CJGHS.
- Minnis, John. . Quarto. 2011. ISBN 978-0-7112-6162-4.
- McCarthy, Colin; McCarthy, David. . Hersham, Surrey: Ian Allan Publishing. 2009. ISBN 978-0-7110-3346-7.
- Simpson, Bill. . Lamplight Publications. 2003. ISBN 1-899246-07-X.
- Wolmar, Christian. . Atlantic. 2004. ISBN 1-84354-023-1.

## 外部連結
- 列车时刻表及车站信息：黑衣修士站，来自英国铁路官方网站
- London Transport Museum Photographic Archive（页面存档备份，存于）
  - Station building, 1876
  - Construction of the MDR near Blackfriars Bridge, 1869
  - Underground station ticket hall, 1927
  - Subway entrances to Underground station, 1930
  - Underground station platforms, 1946
  - Underground station platforms, 1963
- Disused stations – Blackfriars station （页面存档备份，存于）
- Blackfriars and the City LineArchive.today的存檔，存档日期2012-05-30